# António Roquete
António Fernandes Roquete est un footballeur portugais né le 8 août 1906 à Salvaterra de Magos et mort le 18 décembre 1995 à Lisbonne.

## Biographie
En équipe du Portugal, il reçoit 16 capes entre 1926 et 1933. Il fait partie de la première équipe nationale portugaise qui participe à une phase finale d'un tournoi international : les Jeux olympiques de 1928 à Amsterdam. L'équipe s'incline en quarts de finale contre l'Égypte.

## Carrière
- 1923-1933 :  Casa Pia AC
- 1933-1934 :  SC Valenciano
- 1934-1936 :  Casa Pia AC